# Octyl glucoside
Octyl glucoside (n-octyl-β-D-glucoside) là chất hoạt động bên ngoài không ion thường được sử dụng để hòa tan các protein màng nguyên thủy cho các nghiên cứu trong hóa sinh. Về mặt cấu trúc, nó là một glycoside bắt nguồn từ glucose và octanol. Giống như Genapol X-100 và Triton X-100, nó là một amphiphile phi sinh lý mà làm cho lipay bilayers ít cứng.

## Ứng dụng
Octyl glucoside đã trở thành một trong những chất tẩy rửa quan trọng nhất để làm sạch các màng protein bởi vì nó thường không làm biến tính protein và có thể dễ dàng loại bỏ khỏi các chiết xuất protein cuối cùng. Trên nồng độ micelle quan trọng của nó là 0.025 M (~ 0.7% w / v), nó đã được ghi nhận là chất tẩy tốt nhất để cải thiện tính chọn lọc của tiêm chủng miễn dịch của biến đổi protein phosphotyrosine. Chất tẩy rửa này cũng đã được chứng minh là đã nhanh chóng vô hiệu hóa HIV gây nhiễm ở nồng độ cao hơn CMC của nó.
Hợp chất đã trở nên phổ biến với các nhà nghiên cứu sau khi công bố tổng hợp được cải tiến vào năm 1978. Tuy nhiên, vào năm 1990, chi phí vẫn bị cấm cho sự cô lập protein quy mô lớn.
Octyl glucoside đã được đề xuất như là một tác nhân điều trị để ngăn ngừa sự xâm lấn của vi khuẩn đối với thấu kính áp tròng, do khả năng giảm sự liên kết hydro nước của kính áp tròng và ngăn ngừa sự kết dính của Staphylococcus epidermidis và Pseudomonas aeruginosa.